# Lartigue (Gers)
Lartigue (gaskognisch L’Artiga) ist eine französische Gemeinde mit 196 Einwohnern (Stand 1. Januar 2022) im Département Gers in der Region Okzitanien (vor 2016 Midi-Pyrénées). Sie gehört zum Arrondissement Auch und zum Kanton Astarac-Gimone. Lartigue ist zudem Mitglied des 2014 gegründeten Gemeindeverbands Coteaux Arrats Gimone. Die Einwohner werden Lartiguais(es) genannt.

## Lage
Lartigue liegt 18 Kilometer südöstlich von Auch. Im Westen bildet der Fluss Arros streckenweise die Gemeindegrenze. Umgeben wird Lartigue von den Nachbargemeinden Castelnau-Barbarens im Norden, Saramon im Osten, Sémézies-Cachan im Südosten und Süden, Faget-Abbatial im Süden, Traversères im Westen sowie Haulies im Westen und Nordwesten.

## Bevölkerung
| Jahr                       | 1962 | 1968 | 1975 | 1982 | 1990 | 1999 | 2006 | 2010 | 2020 |
| Einwohner                  | 175  | 155  | 130  | 138  | 137  | 164  | 144  | 155  | 198  |
| Quellen: Cassini und INSEE |      |      |      |      |      |      |      |      |      |

## Sehenswürdigkeiten

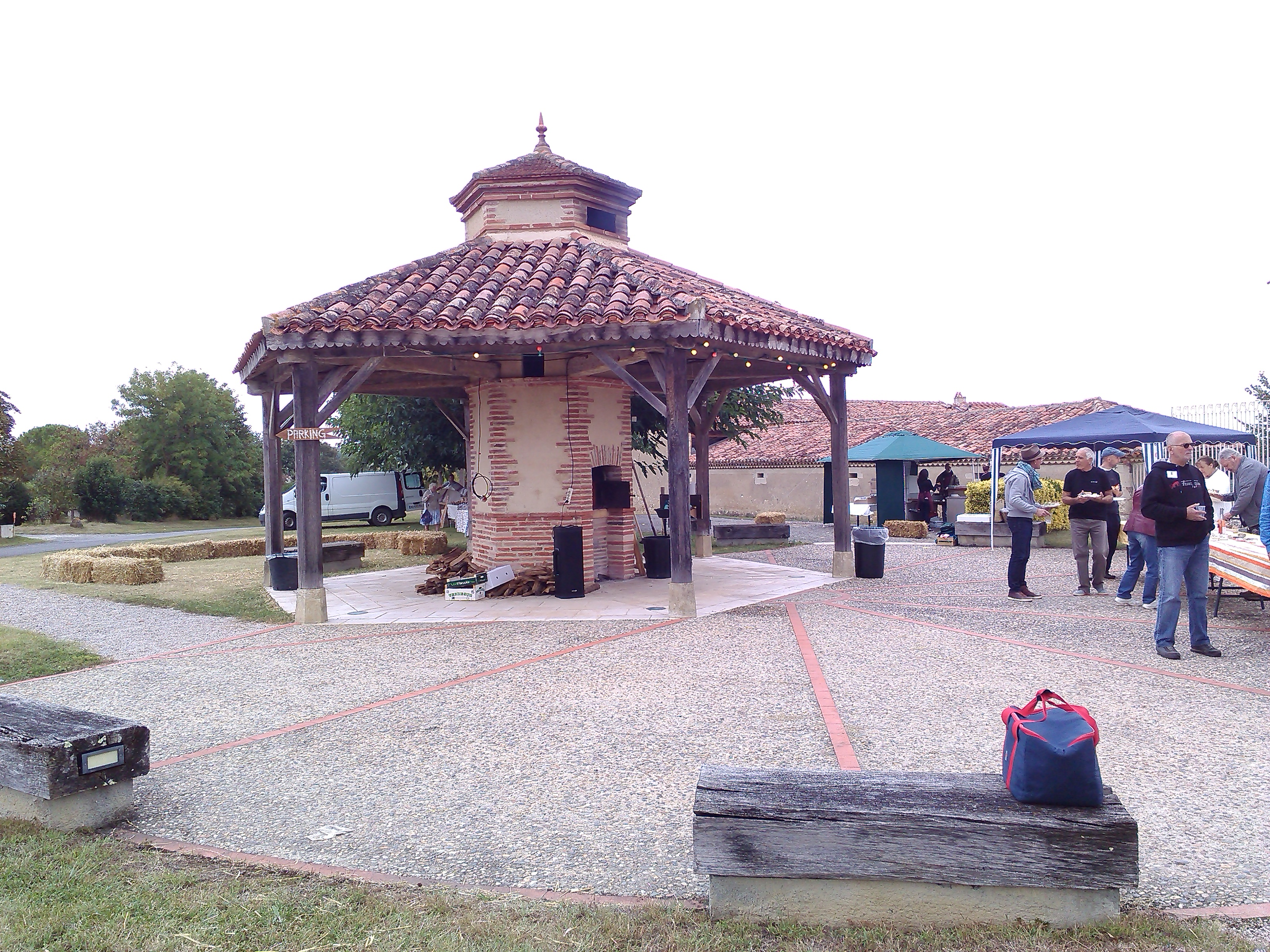
Kommunaler Backofen in der Mitte des Dorfes

- Kirche von Mazères-Campeils
- kommunaler Brotbackofen